# Stephanitis rhododendri
Stephanitis rhododendri är en insektsart som beskrevs av Géza Horváth 1905. Stephanitis rhododendri ingår i släktet Stephanitis och familjen nätskinnbaggar. Inga underarter finns listade i Catalogue of Life.